# Fachgesundheits- und Krankenpfleger
Fachgesundheits- und Krankenpfleger ist ein Weiterbildungsberuf im deutschen Gesundheitswesen.

## Geschichte
Aufgrund des Bedarfs der Spezialisierung in verschiedenen Bereichen der Gesundheits- und Krankenpflege wurden in den 1960ern analog zu Entwicklungen im angloamerikanischen und skandinavischen Raum Forderungen nach fachspezifischen Weiterbildungen für Pflegekräfte auch in Deutschland laut. Erste Weiterbildungskurse für Narkoseschwestern entstanden 1964, Weiterbildungen für die Psychiatrie folgten 1968. Die deutsche Krankenhausgesellschaft (DKG) veröffentlichte 1971 die  "Empfehlungen für die Weiterbildung zur Fachkrankenschwester bzw. zum Fachkrankenpfleger". 1974 wurde die Deutsche Gesellschaft für Fachkrankenpflege und Funktionsdienste (DGF) gegründet, die Empfehlungen für die 1975 von den Bundesländern herausgegebene "Rahmenordnung für die Weiterbildung in den verschiedenen Fachrichtungen der Krankenpflege" gab, in der die Dauer und die Anforderungen in der Abschlussprüfung festgelegt wurden. Vor der Einführung der Berufsbezeichnung Gesundheits- und Krankenpfleger beziehungsweise Gesundheits- und Kinderkrankenpfleger 2004 waren in der Fachkrankenpflege die Berufsbezeichnungen Fachkrankenschwester und Fachkrankenpfleger üblich.

## Voraussetzung
Die Voraussetzung für den Zugang zu einer Weiterbildung zum Fachgesundheits- und Krankenpfleger ist die Erlaubnis zur Führung der Berufsbezeichnung Gesundheits- und Krankenpfleger, Krankenpfleger, Krankenschwester, Gesundheits- und Kinderkrankenpfleger, Kinderkrankenschwester oder Kinderkrankenpfleger, Altenpfleger (2019). Berufserfahrung ist seit 2009 nicht mehr erforderlich; man kann also direkt nach Abschluss der Ausbildung mit der Fachweiterbildung beginnen. Manche Fachweiterbildungsstätten setzen aber eine sechsmonatige Praxiserfahrung voraus.

## Mögliche Spezialisierungen
- Intensivpflege und Anästhesie
- Operations-/Endoskopiedienst
- Kardiologie
- Hygiene
- Klinische Geriatrie
- Nephrologie
- Neurologie
- Onkologische Pflege
- Psychiatrie
- Rehabilitation und Langzeitpflege
- Palliativ- und Hospizpflege
- Leitung einer Funktionseinheit (Stationsleiter – Kranken-/Alten-/Kinderkrankenpflege oder Pflegedienstleitung)
- Praxisanleitung in der Pflege
- Notfallpflege (Pflegekraft in einer Notaufnahme)

Krankenpfleger sind in vielen Ländern ein Mangelberuf. Ein Fachkräftemangel besteht insbesondere für die folgenden Bereiche: Intensivpflege/Anästhesie, Klinische Geriatrie, Nephrologie, Onkologie, Operations-/Endoskopiedienst, Palliativ- und Hospizpflege, Psychiatrie, Rehabilitation/Langzeitpflege. Hier werden ausländische Fachkräfte, auch aus Nicht-EU-Staaten gesucht.